# Welociraptor

Porównanie proporcji ciała welociraptora i przeciętnego człowieka

Welociraptor (Velociraptor) – rodzaj niewielkich teropodów z rodziny dromeozaurów (Dromaeosauridae). Velociraptor był dwunożnym drapieżnikiem zamieszkującym tereny dzisiejszej Mongolii pod koniec okresu kredy 83 do 70 milionów lat temu. Obecnie wyróżniane są tylko dwa gatunki należące do tego rodzaju – Velociraptor mongoliensis i V. osmolskae.
Dinozaury te anatomicznie znacznie bardziej przypominały dzisiejsze ptaki niż gady. Ich kości nadgarstka przypominały kości ptasich skrzydeł. Welociraptory były bardzo szybkie i dosyć zwinne (m.in. dzięki ułatwiającemu manewrowanie usztywnionemu ogonowi).

## Historia

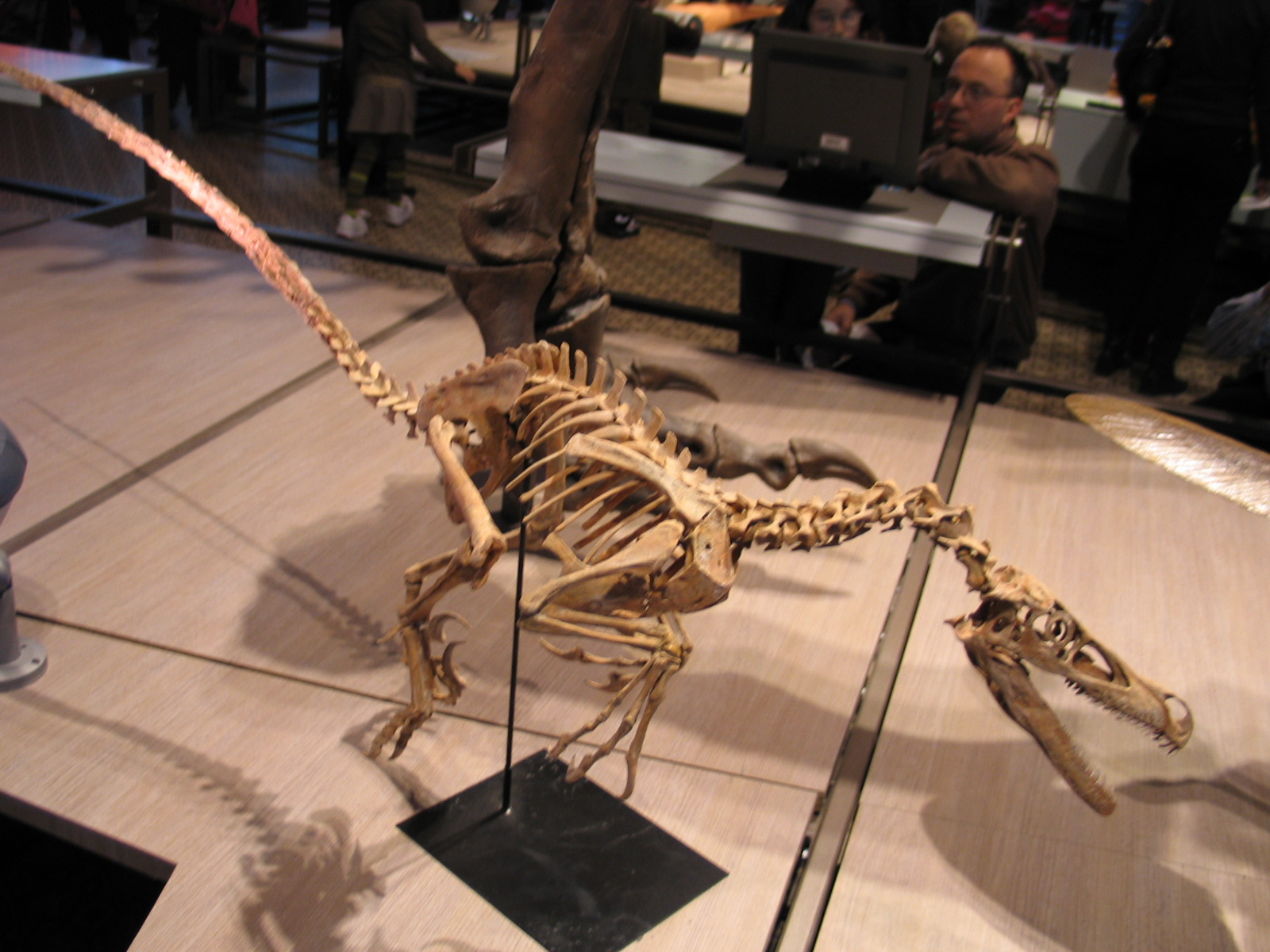
Kompletny szkielet welociraptora w Muzeum Nauk Przyrodniczych w Brukseli.

Pierwsze szczątki tego dinozaura oznaczone jako AMNH 6515 były złożone z czaszki i pazura tylnej kończyny zostały odnalezione w 1922 w Mongolii. Na podstawie tych szczątków w 1924 Henry Fairfield Osborn opisał nowy rodzaj dinozaura – Velociraptor.
Rok przed publikacją opisu w jednym z czasopism, pojawił się artykuł informujący o odkryciu nowego dinozaura nazwanego Ovoraptor djachtor. Później okazało, że Ovoraptor to nieoficjalny synonim welociraptora. Ponieważ nie dokonano formalnego opisu oworaptora, a ta nazwa pojawiła się wyłącznie w tym piśmie, Ovoraptor został uznany za nomen nudum. Z tego samego powodu nazwa ta szybko wyszła z użycia zastąpiona nazwą Velociraptor. Później z powodu zimnej wojny paleontolodzy z Ameryki Północnej nie byli wpuszczani do Mongolii. W tym czasie polskim i radzieckim badaczom wspomaganym przez mongolskich kolegów, udało się wydobyć kolejne szczątki welociraptora. W 1971 znaleźli najsłynniejszy znany szkielet welociraptora leżący obok szkieletu roślinożernego protoceratopsa. Oba zwierzęta straciły życie w walce ze sobą, odnosząc ciężkie rany. Żaden z walczących nie puścił rywala. Okaz ten został uznany za skarb narodowy Mongolii, ale w 2000 został pożyczony Amerykańskiemu Muzeum Historii Naturalnej w Nowym Yorku. Między 1988 a 1990 amerykańsko-chińskiej drużynie udało się odnaleźć szczątki welociraptora w północnych Chinach. Okaz oznaczony jako IGM 100/980 składa się ze szkieletu pozaczaszkowego i został nazwany pieszczotliwie przez drużynę „Ichabodcraniosaurus” (od Ichaboda Crane'a, postaci z opowiadania „Legenda o Sennej Kotlinie”, bardziej znanej z jej ekranizacji pt. „Jeździec bez głowy”). Najprawdopodobniej są to szczątki V. mongoliensis, ale Norell i Makovicky twierdzą, że wcale nie jest to pewne i być może to nowy gatunek wymagający formalnego opisu. W 1999 chińsko-belgijska ekspedycja znalazła szczątki małego dinozaura drapieżnego złożone z większej części czaszki. W 2008 Pascal Godefroit i inni na podstawie tych kości opisali nowy gatunek należący do rodzaju Velociraptor – V. osmolskae.

## Etymologia nazwy
Nazwa rodzajowa tego dinozaura pochodzi od łacińskich słów velox – szybki i raptor – złodziej. Nazwa gatunkowa V. mongoliensis pochodzi od miejsca znalezienia szczątków – Mongolii. Nazwa gatunkowa V. osmolskae, została nadana na cześć prof. Halszki Osmólskiej (1930–2008) – polskiej badaczki dinozaurów, która opisała parę nowych gatunków należących do tej intrygującej grupy zwierząt.

## Budowa

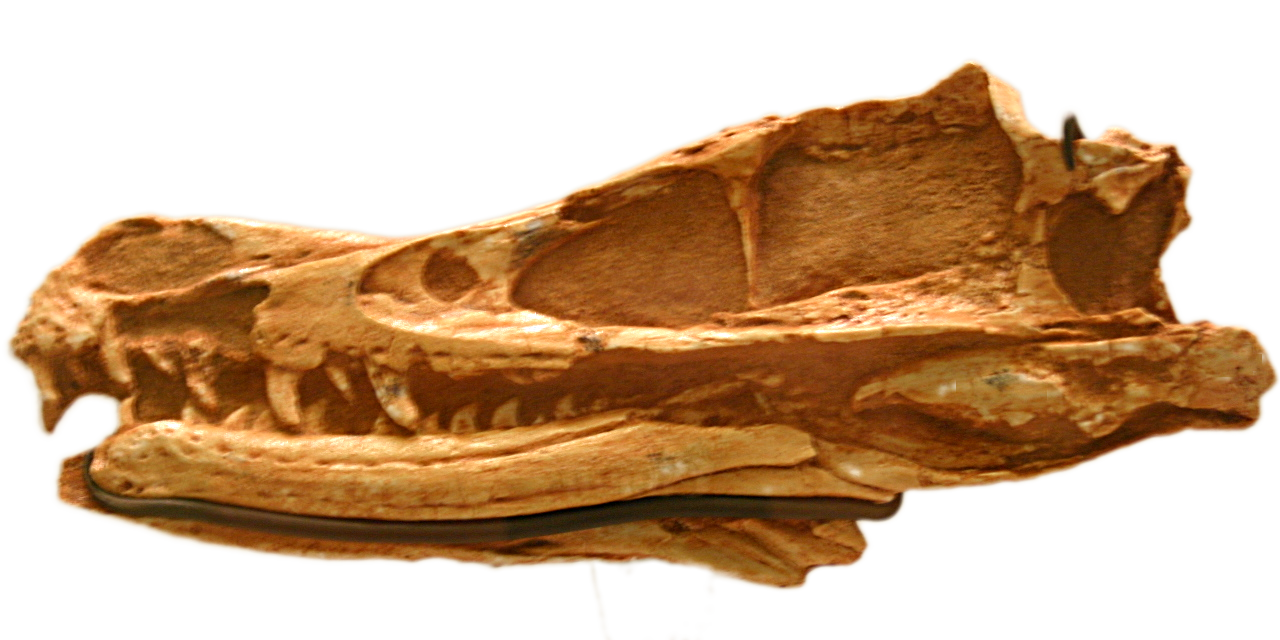
Skamieniała czaszka welociraptora

Welociraptor nie należał do dużych dinozaurów. Osiągał zaledwie 100 cm wzrostu, ok. 170 cm długości i 20 kg wagi. Mimo swoich niewielkich rozmiarów był groźnym łowcą. Welociraptor miał przede wszystkim podobnie jak inne dromeozaury i troodony stosunkowo pokaźny mózg. Jego współczynnik encefalizacji (EQ) był równy 5. Dla porównania EQ człowieka wynosi 7, bambiraptora 12,5–13,8 a troodona 6,5. Czaszka welociraptora była uzbrojona w ostre zęby. Dłoń welociraptora była długa i uzbrojona w trzy ostre pazury. Pod względem giętkości ręka welociraptora przypominała ramiona jego bliskich krewnych – ptaków. Stopy welociraptora były trójpalczaste. Na każdej z nich znajdował się mierzący około 12 cm sierpowaty szpon. Najprawdopodobniej służył on do zadawania ofierze śmiertelnego ciosu. Rozbudowane powierzchnie stawowe paliczków usprawniały działanie mięśni odwodzących palce, które podczas chodu były unoszone. Taki sposób lokomocji potwierdzają też liczne tropy. Ogon welociraptora posiadał charakterystyczną budowę. Niektóre wypustki i podpórki kręgów ogonowych były nadzwyczaj wydłużone, co zapewniało równowagę w czasie szybkiego biegu, a szczególnie podczas ostrych zakrętów. W 2007 Alan Turner, Peter Makovicky i Mark Norell przebadali prawą kość łokciową welociraptora oznaczoną jako IGM 100/981. Podczas badań stwierdzono, że znajdują się na niej struktury odpowiadające wzgórkom na kościach współczesnych ptaków, na których osadzone są lotki. Wykazano, że welociraptor posiadał sześć takich wzgórków i oszacowali, że dodatkowo znajduje się na niej miejsce dla ośmiu wzgórków, co sugeruje posiadanie przez welociraptora czternastu lotek drugorzędnych. Dla porównania Archaeopteryx miał ich 12, Microraptor – 18 a Rahonavis – 10. Ich zdaniem nie tylko dowodzi to występowania piór u welociraptora, ale sugeruje też, że zwierzę to – choć samo niezdolne do lotu – mogło pochodzić od latających przodków (choć autorzy zaznaczają, że u przodków welociraptora lotki mogły też spełniać funkcje inne niż umożliwianie lotu. Wprawdzie już wcześniej podejrzewano, że welociraptor podobnie jak starsze dromeozaury, takie jak Sinornithosaurus czy Microraptor, miał pióra, ale te badania ostatecznie to potwierdziły.
Liczne cechy szkieletu łączą dromeozaury z ptakami. Welociraptor miał widełki obojczykowe, powstałe ze zrośniętych obojczyków. U ptaków kość ta gromadzi energię elastyczną i ułatwia uderzanie skrzydłami w czasie lotu. U welociraptora kość ta posiada typowy kształt – rozchylonej litery „V”. Czaszka tego blisko spokrewnionego z ptakami dinozaura była długa i wąska. Patrząc z boku można zauważyć, że część pyska jest wklęśnięta. Ta cecha pozwala szybko rozróżnić welociraptora od deinonycha. Ponadto czaszka welociraptora posiada liczne zagłębienia, w których były przymocowane mięśnie szczęk umożliwiające gryzienie i przeżuwanie pokarmu. Szyja dinozaura była wygięta w kształt litery S. Welociraptor w trakcie biegu przybierał postawę bardziej nachyloną niż podczas chodu czy odpoczynku. Ponadto w czasie biegu szyja zwierzęcia wyginała się bardziej niż normalnie.

## Zachowania

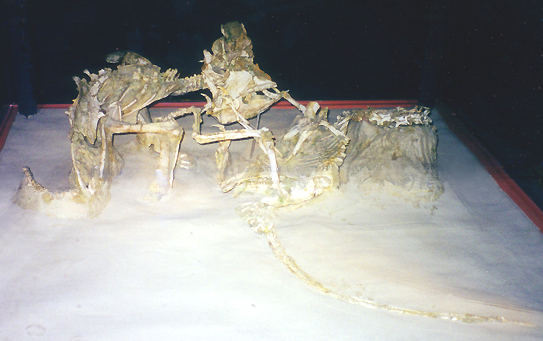
Skamieniałość „walczących dinozaurów”

Welociraptor jest często przedstawiany jako zwierzę stadne, polujące w zorganizowanych watahach nawet na dużo większe ofiary, podobnie jak dzisiejsze lwy czy wilki. Jednak w rzeczywistości nie ma bezpośrednich dowodów na to, że ten drapieżnik żył w grupach. Część paleontologów przyjmuje to założenie przez analogię z deinonychem, innym przedstawicielem rodziny dromeozaurów, uważanym przez wielu naukowców za stadnego łowcę (choć i w jego wypadku dowody na życie i polowanie w stadach są kwestionowane – patrz: Deinonych). Tezę o welociraptorach polujących w stadach dodatkowo podważają odkrycia skamieniałości samotnych welociraptorów polujących na protoceratopsy. Szacuje się, że welociraptor mógł biec z prędkością do 55 km/h. Można przypuszczać, że welociraptor opiekował się swymi młodymi.
W 2005 w wyemitowanym przez BBC programie popularnonaukowym „Dinozaury zabójcy” naukowcy próbowali zasymulować starcie welociraptora z protoceratopsem na podstawie słynnej skamieliny przedstawiającej te dinozaury walczące ze sobą. W czasie eksperymentu wykazano, że welociraptor nie wypruł swojej ofierze wnętrzności, tylko przekłuł jej skórę. Mógł jednak przebić ofierze ważne tętnice. Zasymulowano też starcie welociraptora z niezidentyfikowanym ankylozaurem. Ustalono, że szpon drapieżnika nie mógł przebić pancerza ankylozaura, a uderzenie jego maczugą ogonową mogło nawet zabić welociraptora. Welociraptor bez problemu mógł jednak upolować młodego dinozaura pancernego.
Coraz popularniejsza jest teoria, według której welociraptor podobnie jak przynajmniej część innych dinozaurów, był stałocieplny. Dowodami na to jest upierzenie ciała zwierzęcia, jego bliskie pokrewieństwo ze stałocieplnymi ptakami i szybki tryb życia. Jeśli był on istotnie stałocieplny, to musiał jeść duże ilości wysokokalorycznego pokarmu. Niektórzy badacze twierdzą, że welociraptor prowadził nadrzewny tryb życia, podobnie jak jego krewny mikroraptor, a potężne pazury nie służyły do walki, tylko do wspinaczki po gałęziach. Ta hipoteza kłóci się jednak z poglądami na temat środowiska jego życia, które było głównie pustynne.

## Klasyfikacja
Welociraptor jest najczęściej zaliczany do podrodziny Velociraptorinae. Podrodzina owa jest określona jako „dinozaury które są bliżej spokrewnione z welociraptorem niż z pozostałymi dromeozaurami”. Początkowo do tej grupy zaliczano wyłącznie welociraptora, jednak obecnie najczęściej włącza się do niej także rodzaje Deinonychus i Saurornitholestes. Najnowsze badania zaliczają do tej podrodziny oprócz welociraptora: deinonycha, tsaagana i czasami zaurornitolesta. Nieliczni badacze zaliczają welociraptora do ptaków (Aves), a dokładniej do rzędu Archaeopterygiformes. Jednak nie jest to teoria popularna i większość badaczy ją odrzuca.

## Środowisko
Welociraptor występował na rozległych pustyniach Mongolii i północnych Chin w towarzystwie takich dinozaurów jak Oviraptor, Shuvuuia, Protoceratops czy Tsaagan. Znaleziska kopalne wskazują, że pospolite na tych obszarach protoceratopsy były ulubioną zdobyczą welociraptora.

## Welociraptor w kulturze masowej
Welociraptory zostały rozsławione przez książkę Michaela Crichtona „Park Jurajski” i film Stevena Spielberga pod tym samym tytułem. W rzeczywistości były one o połowę mniejsze, niż gady przedstawione w książce i filmie. Zwierzęta z „Parku Jurajskiego” bardziej odpowiadają rozmiarami deinonychom, a w książce Crichtona wprost stwierdza się, że „obecnie przeważa pogląd, że Deinonychus to także Velociraptor”. Tezę, że gatunek Deinonychus antirrhopus należał do rodzaju Velociraptor, rzeczywiście wysunął w latach 80. XX wieku Gregory Paul, nie została ona jednak powszechnie przyjęta wśród paleontologów. Do tego „Park Jurajski” przedstawia welociraptory jako zwierzęta o wiele inteligentniejsze, niż prawdopodobnie były w rzeczywistości; w książce Crichtona stwierdza się wręcz, że są co najmniej równie inteligentne jak szympansy.
Welociraptor występował również w serialach Planeta dinozaurów: Podróż Białogrzywej (Dinosaur Planet: White Tip's Journey) i w Chased by Dinosaurs: The Giant Claw. O ile obraz welociraptora w pierwszym z tych seriali jest wiarygodny, w drugim znajdują się błędy. Przede wszystkim welociraptor nie występował na terenach leśnych, tylko na bezkresnych pustyniach. Po drugie welociraptor jest tam przedstawiony jako nieupierzone zwierzę. Wprawdzie wtedy teoria pierzastego szybkiego rabusia nie była ostatecznie potwierdzona, więc błąd ten można częściowo usprawiedliwić.
Welociraptory często pojawiają się w komiksach z serii xkcd.
W 2011 roku brytyjska grupa Kasabian wydała płytę zatytułowaną Velociraptor!.